# Tolkewitz/Seidnitz-Nord
Tolkewitz/Seidnitz-Nord ist ein statistischer Stadtteil im Dresdner Stadtbezirk Blasewitz. Er liegt südöstlich des Stadtzentrums auf der Altstädter Elbseite.

## Lage
Der statistische Stadtteil Tolkewitz/Seidnitz-Nord ist umgeben von Loschwitz/Wachwitz im Nordosten, Laubegast im Südosten, Seidnitz/Dobritz im Südwesten, Striesen-Ost im Westen und Blasewitz im Nordwesten.
Die Grenzen des Stadtteils werden durch die Schmiedeberger Straße, die Westgrenze des Johannisfriedhofs, die Elbe, den Niedersedlitzer Flutgraben und Abschnitte der Hepke- und der Altenberger Straße gebildet. Tolkewitz/Seidnitz-Nord liegt somit vollständig im Elbtalkessel.

## Gliederung
Zum statistischen Stadtteil gehören die Gemarkung Tolkewitz bis auf den zum statistischen Stadtteil Laubegast gezählten Dorfkern Alttolkewitz sowie der Nordteil der Gemarkung Seidnitz. Er gliedert sich in die folgenden neun statistischen Bezirke:
- 551 Tolkewitz (Wehlener Str.)
- 552 Tolkewitz (Knappestr.)
- 553 Tolkewitz (Wilischstr.)
- 554 Seidnitz-Nord (Löwenhainer Str.)
- 555 Seidnitz-Nord (Johnsbacher Weg)
- 556 Seidnitz-Nord (Altenberger Str.)
- 557 Seidnitz-Nord (Schmiedeberger Str.)
- 558 Seidnitz-Nord (Schlottwitzer Str.)
- 559 Johannisfriedhof/Krematorium

## Verkehr
Wichtigste Straßen des Stadtteils sind die in Richtung Südosten führenden und spitzwinklig aufeinander zulaufenden Ein- und Ausfallstraßen Wehlener Straße und Tolkewitzer Straße sowie der Straßenzug Altenberger Straße/Enderstraße in Nord-Süd-Richtung. In Tolkewitz/Seidnitz-Nord verkehren zwei Straßenbahn- und eine Stadtbuslinie der Dresdner Verkehrsbetriebe. Der Stadtteil weist insgesamt sechs Straßenbahn- und 14 Bushaltestellen auf und ist damit sehr gut ins ÖPNV-Netz eingebunden.